# Ludwik Gumplowicz
Ludwik Gumplowicz (ur. 9 marca 1838 w Krakowie, zm. 19 sierpnia 1909 w Grazu) – polski socjolog i prawnik.

## Rodzina i środowisko
Dzieciństwo i młodość Ludwika upłynęły w Krakowie, który po powstaniu listopadowym stał się głównym centrum organizacji konspiracyjnych. Rozwijało się w nim, gdzie indziej stłumione, życie polityczne oraz kształtowały się nowe postawy młodego pokolenia, chociaż życie gospodarcze miasta słabło. Krwawe wydarzenia rzezi galicyjskiej pogłębiły przepaść międzystanową wewnątrz kraju i nienawiść do Austrii. Polityka germanizacyjna, która, jak mówił sam Gumplowicz, była „jednym z tych rysów charakterystycznych, które ciągną się przez całe dzieje Austrii jak czerwona nić”, rozpoczęta w 1796 roku, przerwana dzięki powstaniu Wolnego Miasta Krakowa, nasiliła się po 1846 roku. Równocześnie za życia Gumplowicza dokonała się wielka metamorfoza Krakowa i mieszkańców. Dorastało pokolenie zbuntowane przeciwko stosunkom panującym we wszystkich dziedzinach życia miasta i kraju. Pojawiły się nowe prądy społeczne i polityczne.
Matka Ludwika pochodziła z asymilującej się inteligenckiej rodziny żydowskiej. Jego ojciec – Abraham, był zwolennikiem i jednym z najbardziej czynnych aktywistów rozwijających program asymilacji Żydów. W 1862 roku jego dom stał się jedną z placówek przedpowstańczej akcji konspiracyjnej. Dwóch jego starszych synów brało czynny udział w walkach powstańczych. Sam Abraham został mężem zaufania Rządu Narodowego i wraz z innymi postępowymi Żydami zajął się organizacją werbunku, zbiórką pieniędzy, propagandą i służbą sanitarną. Działalność społeczna ojca zaciążyła na zainteresowaniach młodego Ludwika i poniekąd wprowadziła go w problematykę społeczno-polityczną środowisk żydowskich oraz całego kraju.
Ludwik przeszedł na kalwinizm, z jednej strony dla podkreślenia ostatecznej asymilacji, z drugiej by uniknąć antysemickiej dyskryminacji w pracy naukowej. Jego żoną była Franciszka z Goldmanów. Synami Ludwika byli Władysław Gumplowicz, działacz różnych partii socjalistycznych, profesor Wolnej Wszechnicy Polskiej i wykładowca tajnych kompletów nauczania oraz Maksymilian Ernest Gumplowicz, działacz polonijny w Austrii, historyk, pierwszy lektor języka polskiego na Uniwersytecie Wiedeńskim.

## Życiorys
Ludwik Gumplowicz w 1857 roku wstąpił na wydział prawa Uniwersytetu Krakowskiego. Czwarty rok studiów odbył w Wiedniu, po czym wrócił do Krakowa, gdzie w 1864 r. uzyskał doktorat. Poza prawem interesował się historią i wówczas „raczkującymi” naukami społecznymi. Pierwsze swoje prace poświęcił historii prawa i ustroju społecznego dawnej Polski. Prace te cechował m.in. silny duch antyklerykalizmu. Działalność publicystyczną rozpoczął już w 1861 roku artykułami ogłoszonymi w lwowskim „Dzienniku Literackim” i warszawskiej „Jutrzence”. W Krakowie opublikował w 1867 r. pracę historyczną pt. Prawodawstwo polskie względem Żydów.
W 1868 roku, na podstawie swoich pierwszych rozpraw historycznych, zabiegał o uzyskanie habilitacji. Jednak ze względu na silny antyklerykalizm jego rozpraw uznano, że kandydat nie daje „gwarancji obiektywności badań”. Wrogi stosunek autora do kleru i kościoła katolickiego wywołał ogólne zgorszenie recenzentów. W efekcie tylko na tej kwestii skupiono krytykę jego prac, zupełnie nie analizując innych jego poglądów. Skutecznie też przeszkodzono mu w zatrudnieniu i prowadzeniu wykładów na uniwersytecie. Przez kolejnych kilka lat Ludwik Gumplowicz zajmował się praktyką notarialną i pracą publicystyczną. Był redaktorem i właścicielem krakowskiego „Kraju”. Po upadku pisma w 1874 roku wyjechał do Grazu (Austria), gdzie w 1876 roku otrzymał stanowisko docenta, a później, w 1882 r. profesora. Wykładał i pisał po niemiecku. W tym czasie ukazały się jego podstawowe prace: „Rasse und Staat” (1875), „Philosophisches Staatsrecht” (1877), „Rechtsstaat und Sozialismus” (1881), „Der Rassenkampf” (1882), „Grundriss der Soziologie” (1885), „Soziologie und Politik” (1892), „Geschichte der Staatstheorien” (1905), „Allgemeines Staatsrecht” (1907), „Sozialphilosophie im Umriss” (1909).
Pobyt w Grazu był okresem najbardziej twórczym w jego biografii. Całą swą energię poświęcił socjologii, nowej dziedzinie nauki, której stał się współtwórcą. Jako pierwszy polski socjolog zajął się badaniem problematyki mniejszości etnicznych. Ze względu na jego teorię walki i rasy, bardzo często, jakże niesłusznie, zarzucano mu rasizm.
Jednocześnie wiele czasu zabierały mu wykłady prawa państwowego i administracyjnego, prowadzone w nowatorskim ujęciu przez 30 lat. Osiągnięcia naukowe, których wyrazem było tłumaczenie wielu jego dzieł na kilka języków obcych, nie dały Gumplowiczowi pełnej satysfakcji. W Grazu, do końca życia, czuł się wygnańcem. Oto co pisał do Romualda Hubego: „Niczego więcej nie pragnąłbym, jak znowu wrócić do kraju i poświęcić się tym pracom, które od młodości ukochałem”.
Fakt, iż prawie cała aktywność naukowa Gumplowicza przypadła na okres jego pobytu w Grazu stał się podstawą fałszywego poglądu, iż był on uczonym austriackim. Przeczy temu choćby wyżej cytowany jego list do Haubego. Pomimo pozornej asymilacji, kariera naukowa Gumplowicza na obczyźnie nie była łatwa. Nie uznający kompromisów pionier dyscypliny, która w Austrii i Niemczech jeszcze nie znalazła uznania, wciąż był narażony na nieżyczliwość i ataki kolegów, prawników wychowanych na klasycznych teoriach państwa i prawa.
Dopiero w 1892 uzyskał tytuł profesora zwyczajnego w zakresie prawa państwowego. Od 1908 roku był na emeryturze z tytułem profesora honorowego. Do Polski nigdy nie powrócił. W 1909 roku zdiagnozowano u niego raka języka, a lekarze określili stan jego zdrowia jako beznadziejny. W wieku 71 lat, wraz z żoną, która zapadła na nieoperacyjną zaćmę i straciła wzrok, popełnił samobójstwo zażywając cyjanek potasu. Ich ciała pochowano na cmentarzu ewangelickim w Wiedniu.
Gumplowicz uznawany jest przede wszystkim za socjologa. Był jednym z pionierów socjologii i w sposób istotny przyczynił się do rozwoju tej nauki. Z wykształcenia i zainteresowania był teoretykiem państwa i prawa. „System socjologii” uczonego, jest w dużej mierze podstawą jego teorii państwa. Ludwik Gumplowicz otwiera długi poczet przedstawicieli tzw. szkół socjologicznych w nauce o państwie i prawie.

## Przegląd teorii i poglądów

### Socjologizm
Był przedstawicielem socjologizmu. Uwydatniał swoistość nauk społecznych i praw rządzących społeczeństwami. Uważał (w przeciwieństwie do Herberta Spencera), że nie da się wyodrębnić praw społecznych z innych dziedzin nauki (np. na podstawie praw fizjologicznych).
Dominujący w jego koncepcji był również naturalizm. Uważał, że zadaniem socjologii jest wykrywanie przyrodniczych praw życia społecznego.
Podstawą metodologii powinna być indukcja i przechodzenie od poszczególnych faktów do ogólników (stąd w jego socjologii podstawą jest przejście od faktu społecznego do skomplikowanych procesów zachodzących w społeczeństwach). Twierdził, że podczas badań socjologicznych należy odrzucić abstrakcję zaś naukowo ujmować tylko to, co rzeczywiste.
Istnieje zasadnicza różnica pomiędzy filozofią historii a socjologią. Pierwsza z nauk próbuje ogarnąć dzieje ludzkie jako całość, druga skupia się na wybranym okresie, badając zachodzące wówczas zjawiska społeczne. Socjologia nie bada jednostek. Zadaniem socjologii jest poznawanie praw społecznych, czyli praw naturalnych działających w społeczeństwie.
Istotą praw społecznych jest ich powtarzalność bez względu na czas i miejsce. Istotą procesów społecznych jest wzajemne oddziaływanie grup poprzez wpływ społeczny. Wpływ społeczny to wpływ jednej grupy na drugą i przeciwdziałanie, czyli wprawianie w ruch stosunków pomiędzy grupami.
Podmiotem badań socjologii są żywioły społeczne (rasy, grupy). Jednostki podejmują działania tylko jako członkowie konkretnych grup społecznych – wynika to z tzw. egoizmu społecznego, czyli ze świadomego i podświadomego działania jednostki na rzecz całej grupy. Aby takie zjawisko zaistniało, jednostka musi się utożsamić z grupą (jak mówi Gumplowicz, jednostka musi umiłować grupę). Ma tutaj zastosowanie zasada zgodnie z którą im silniejsza jest więź emocjonalna jednostki z daną grupą, tym bardziej ta jednostka będzie odczuwać wrogość i ksenofobię wobec innych grup i jednostek do nich należących.
Gumplowicz za podstawowe błędy popełniane w socjologii uznał:
- błąd jednoplemienności, czyli niezauważanie istnienia wieloplemienności w świecie społecznym,
- przyjmowanie, że nie ma siły napędowej społeczeństwa (grupy są bezwładne)

Zjawiska występujące w rzeczywistości dzielił na:
- zjawiska fizyczne (chemiczne, fizyczne itp.)
- zjawiska psychiczne (duchowe, dotyczące wyłącznie jednostki i jej wnętrza)
- zjawiska społeczne (dotyczą grupy osób) to stosunki między ludźmi i grupami ludzkimi, które powstają w wyniku współdziałania grup i zbiorowości ludzkich.

Gumplowicz zauważał także istnienie zjawisk społeczno-duchowych – czyli takich, które powstają pod wpływem żywiołów społecznych i zbiorowości społecznych, obejmujących sfery:
- języka,
- obyczajów,
- moralności,
- religii,
- prawa,
- umiejętności,
- sztuki.

Wyróżniał cztery rodzaje procesów naturalnych:
- planetarne (siły przyciągania, obejmujące oddziaływanie na siebie ciał niebieskich),
- chemiczne (występujące w przyrodzie nieorganicznej),
- roślinne (występujące w przyrodzie organicznej)
- animiczne (dotyczą żywych organizmów – zwierząt, człowieka).

### Teoria konfliktu, pojęcie walki i rasy
Socjologiczne poglądy Gumplowicza opierały się na dwóch założeniach filozoficznych. Po pierwsze na monizmie, który dla Gumplowicza był bardziej metodą interpretacji zjawisk niż teorią ontologiczną. Zmuszał on jednak autora, do opowiedzenia się po stronie materializmu. Drugim założeniem był determinizm, który sprowadzał się do przekonania, że wszystkie zjawiska we wszechświecie, choć tworzą rozmaite grupy, podlegają jednym i tym samym prawom ogólnego rozwoju. Naczelnym prawem kierującym zarówno całokształtem zjawisk, jak i decydującym o wewnętrznych procesach każdej grupy jest ewolucjonizm, z którego odrzucał jednak teorie „pierwszej pary” ludzkiej i „praojczyzny” ludzkości. Jego teza głosi, że rozwój społeczny nie przechodził drogi od jedności do wielości, ale odwrotnie, od wielości do jedności, poprzez powstawanie coraz szerszych grup społecznych.

### Poligenizm
Poligenizm zaprzecza twierdzeniu, iż ludzkość rozdzieliła się wychodząc ze wspólnej kolebki. Gumplowicz miał pogląd odmienny; uważał, że ze starć pierwotnych, zupełnie sobie obcych hord, powstawały coraz większe i coraz bardziej złożone społeczności. Motorem rozwoju są wzajemne starcia grup. Podbój i różnoplemienność pozostają w ścisłej korelacji. „W pierwotnych czasach, kiedy ród ludzki składał się z niezliczonej ilości różnorodnych plemion i szczepów, bezustannie toczyły się walki między tymi oddzielnymi grupami, mające za rezultat związki przymusowe różnorodnych żywiołów w ustroje państwowe”. Hipotezę poligenizmu uważał za niezbędną do wyjaśnienia historii formowania się państw.
Gumplowicz twierdził, że zasadniczym czynnikiem rozwoju społecznego jest konflikt pomiędzy grupami społecznymi. Grupy znajdują powody do występowania przeciwko sobie jeśli są dostatecznie zróżnicowane.
Grupy różnią się:
- siłą,
- środkami jakimi dysponują,
- spójnością,
- trwałością.

To zróżnicowanie jest podstawą powstawania ras. Nie są to jednak rasy w sensie antropologicznym. Rasa u Gumplowicza to przede wszystkim grupa etniczna, powiązana wielorakimi węzłami społecznymi i interesami. Przyjęcie przez Gumplowicza pojęcia „rasa” doprowadziło do posądzenia go o rasizm. Należy więc pamiętać, że zawsze tam, gdzie uczony posługuje się tym pojęciem, chodzi mu przede wszystkim o grupę w szerszym znaczeniu, etniczną, narodową, a nawet religijną kastę lub klasę ekonomiczną. Wyrazem stosunku Gumplowicza do rasizmu (w dzisiejszym znaczeniu tego terminu), który jeszcze za jego życia zaczął objawiać się w krajach niemieckich, są dwa jego artykuły: „Najnowszy stan kwestii rasowej” (1884) i „Nieco z rasologii niemieckiej” (1906). Zasługuje na uwagę fakt, że w ciągu 22 lat jakie upłynęły pomiędzy tymi artykułami Gumplowicz nie zmienił swoich poglądów. Jego poglądy od początku nie miały nic wspólnego z koncepcjami antropologicznej socjologii ani poglądami wykorzystujących ten kierunek nazistów.
Pojęcie walki obejmuje u Gumplowicza różnorodne przejawy konfliktów: od najbrutalniejszych rzezi do sporów parlamentarnych. Jedynym ograniczeniem tego pojęcia, jest odnoszenie go wyłącznie do konfliktów pomiędzy grupami ludzkimi. Ograniczenie teorii konfliktów do walki i starć grup społecznych, stało się podstawą wyraźnego wyodrębnienia socjologii jako przedmiotu.

### Czynniki powstawania państw. Stratyfikacja społeczna
Poszukujący czynników powstawania państw Gumplowicz stwierdził, iż odpowiedź znajdzie na drodze analizy socjologicznej. Dostrzegł, że konflikt grup jest stałym elementem historii, że towarzyszy formowaniu się zarówno organizmów społecznych, jak i politycznych. Walka hord, które nie znały żadnej formy wyzysku prócz kanibalizmu, stanowi dopiero wstęp do właściwej historii. Jej początkiem był moment, w którym dane plemię lub szczep „podbiwszy ludność obcoplemienną i odniósłszy nad nią zwycięstwo, nie zabija jej, ale w celu trwałego wyzysku sprowadza do niewoli; szczep taki kładzie podwaliny państwa i kultury. Historia nie daje żadnego innego przykładu powstawania państwa jak tylko poprzez akt gwałtu jednego plemienia przeciw drugiemu i podbój oraz ujarzmienie dokonane przez silniejsze, obce plemię nad ludnością słabszą”. Podbój był dla Gumplowicza aktem zasadniczym w historii powstawania państw. Natomiast „walka społeczna, wieczne zmagania się o egzystencję i o panowanie, walka o byt i o posiadanie ziemskich dóbr, oto są formy życiowego procesu w państwie”.
Grupy etniczne walczą, bo konkurują ze sobą o realizację wspólnych celów. Celem walki jest wyzysk (walczymy, wygraliśmy i wykorzystujemy).
Gumplowicz wyróżnia trzy zasadnicze sposoby bytowania społecznego:
- pierwotny, w półzwierzęcej hordzie, najbardziej podobnej do rodziny,
- szczep koczowniczy, w którym istnieje rozdział na panów i niewolników,
- ustrój państwowy, ludzi stale osiedlonych na pewnym terytorium.

Państwo jest potęgą, dzięki której z pierwotnie obcych sobie elementów rasowych, pomimo stałej walki coraz to nowych warstw społecznych, powstaje naród. Jedynym kryterium narodowości jest więź duchowa. Wewnętrzny rozwój państwa dokonuje się według prawideł walki, która rządzi oddziaływaniem wzajemnym wszelkich grup ludzkich. W efekcie zachodzi zjawisko amalgamacji – łączenia się (najczęściej na zasadzie wchłaniania podbitych ludów) grup o różnej genezie w nową całość. Nowa grupa wytwarza prawo, narzucając je grupom podbitym. Dopiero po powstaniu państwa, konstytuuje się naród.
Nie forma rządów, ale fakt panowania, jest pierwszym elementem rzeczywistości państwowo-politycznej. Państwo wyprzedza i tworzy prawa, ale jednocześnie samo się na nich wspiera. Główną podwalinę państwa stanowi prawo własności. Własność powstaje w procesie podboju i stanowi środek panowania. Prawo własności nie może nigdy zaniknąć, gdyż byłoby to równoznaczne z zanikiem państwa. Istnienie państwa jest warunkiem istnienia cywilizacji. Pozostałe prawa są zmienne. Ustalają one granice działalności różnorakich grup społecznych natomiast zależą od wyniku walk społecznych toczących się wewnątrz państwa.
W tak powstałym państwie istnieje:
- panowanie jednych nad drugimi,
- panowanie mniejszości nad większością,
- dominacja jednoplemiennej mniejszości nad innoplemienną większością.

Ludwik Gumplowicz zdawał sobie sprawę ze złożoności „uwarstwienia” społeczeństwa. Wśród warstw społecznych dostrzegał warstwę szczególną, występującą we wszystkich społeczeństwach. Warstwę, której funkcje gospodarcze mają również znaczenie polityczne, gdyż jej działalność zmniejsza „tarcia” pomiędzy warstwą panów a niewolników. Ta warstwa to stan średni. Powstała w wyniku rozwoju życia gospodarczego i podziału pracy. Warstwa średnia to pośrednicy, ludzie którzy utrzymują spoistość państwa poprzez pośrednie sprawowanie władzy i pilnowanie interesów grup panujących oraz kontrolowanie wykonywania obowiązków przez poddanych. Gumplowicz nazwał ją „warstwą-buforem”. Stan średni zdobywa przywileje dzięki swej szczęśliwej pozycji umożliwiającej mu uzyskanie edukacji i poziomu kultury nie mniejszej niż posiadana przez klasę rządzącą. W ten sposób klasa średnia staje się największym rywalem klasy panującej. Rozporządzając kapitałem i inteligencją w podobnej mierze co klasa panująca a nadto mając nad nią przewagę liczebną, łatwo może zdobyć poparcie mas uciskanych i w końcu obalić na drodze rewolucji stary porządek. Po zwycięstwie łączy się raczej ze zwyciężonymi niż z masami. Stan średni bywa niekiedy kozłem ofiarnym, składanym w ofierze uczuciom zemsty i nienawiści, nagromadzonym przeciw niemu samemu w warstwie poddanych.
Obywateli państwa spaja wspólny interes (zwany u Gumplowicza węzłem społecznym), który wynika ze wspólnego pochodzenia. Wyznacza go również wspólnie zamieszkiwane terytorium państwa (węzeł społeczny materialny), posiadany majątek i zawód (węzeł społeczny gospodarczy) oraz czynniki moralne, np. narodowość (węzeł społeczny moralny). Im więcej istnieje węzłów społecznych, tym silniejsza jest więź i sama grupa.
Wynikiem rozwoju ustroju państwowego jest kultura. U Gumplowicza, kultura jest specyficznym pojęciem, nawet tożsamym z narodowością. Jego zdaniem narodowość jest kulturą właściwą pewnemu ogółowi ludności, który przez dłuższy czas, żył pod wpływem tych samych warunków, przeszedł wspólny rozwój państwowy oraz ukształtował wspólną umysłowość. Kultura opiera się na podziale pracy, który jest tu warunkiem powstania kultury. Sama kultura jest warunkowana wyzyskiem ekonomicznym. I to jest czynnik, który łączy kulturę i podział pracy, bowiem podział pracy w państwie pozwala na zajęcie się potrzebami wyższymi.
Państwo ma bowiem swoje wyższe cele:
- rozwój cywilizacyjny,
- moralność,
- porządek prawny,
- rozwój kultury.

## Podsumowanie
Dzieła niektórych twórców teorii społecznych mogą być analizowane w zupełnym oderwaniu od wiedzy o ich osobistych losach i zaangażowaniu w sprawy współczesnego im świata. Ludwik Gumplowicz należy do tych twórców, których twórczość można ocenić i zrozumieć jedynie na tle jego życia, które wywarło silne piętno na jego naukowych teoriach. Związek między życiem Gumplowicza a jego poglądami zasługuje tym bardziej na uwagę, iż sam Gumplowicz tych powiązań nie dostrzegał.
Aleksander Gella twierdzi, że poglądy Ludwika Gumplowicza leżą, w płaszczyźnie ideologicznej, pomiędzy społecznym darwinizmem a marksizmem. Gumplowicz był przeciwnikiem jednej i drugiej ideologii, a równocześnie był z nimi związany przede wszystkim poprzez uznawanie teorii konfliktu, obecnej w obu teoriach. Zasadnicza różnica poglądów na zjawisko konfliktów społecznych między Marksem a Gumplowiczem leży, jak dalej twierdzi Gella, w ocenie moralnej konfliktów. Gumplowicz ich nie wartościuje. Konflikt jest dla niego zjawiskiem nie historycznym, ale przyrodniczym, niepodlegającym ocenom moralnym. Nie można go z życia społecznego usunąć, tak jak nie można usunąć z przyrody walki między gatunkami.
Gumplowicz był w istocie przeciwnikiem rewolucyjnych dążeń. Nie wierzył w cele stawiane sobie przez socjalistów. Dostrzegał koszty rewolucji, ale miał też świadomość tego, że przewroty są nieuniknione, jednak uważał, iż nie jest rzeczą uczonego przyspieszać ich nadejście.